# Racing Club de France (athlétisme)
Le Racing Club de France est un club omnisports français comprenant notamment une section d'athlétisme créée en 1882. L'athlétisme fut d'ailleurs à la base de la création du Racing.

## Palmarès
- 21 médailles olympiques : 3 médailles d'or, 8 médailles d'argent et 10 médailles de bronze
- 11 médailles aux Championnats du Monde : 2 médailles d'or, 7 médailles d'or et 2 médailles de bronze
- 13 titres de Champion d’Europe
- 3 Coupes d'Europe des clubs en 1986, 1987 et 1988
- 630 titres de Champion de France depuis 1888